# Единичен вектор
Единичен вектор е вектор с дължина (модул) единица, съобразно избрана метрика. Тоест {\displaystyle {\vec {x}}} е единичен, ако {\displaystyle \parallel {\vec {x}}\parallel =1}. Единичните вектори се използват, в частност за задаване на направленията в пространството. Множеството на единичните вектори образува единична сфера.
За произволен вектор {\displaystyle {\vec {v}}}, еднопосочният с него единичен вектор се нарича нормиран вектор. Дължината на {\displaystyle {\vec {v_{0}}}} е:
{\displaystyle {\vec {v_{0}}}={\frac {\vec {v}}{\parallel {\vec {v}}\parallel }}}
Единичните вектори често се избират като базис, тъй като това опростява изчисленията. Такива базиси се наричат нормирани. В този случай, ако векторите са също ортогонални, базисът се нарича ортонормиран базис.

## Ортогонални координати

### Декартови координати
Единичните вектори могат да се използват за представяне на оси в Декартова координатна система. Например, единичните вектори по посока на осите x, y и z в триизмерна Декартова координатна система са
{\displaystyle \mathbf {\hat {i}} ={\begin{bmatrix}1\\0\\0\end{bmatrix}},\,\,\mathbf {\hat {j}} ={\begin{bmatrix}0\\1\\0\end{bmatrix}},\,\,\mathbf {\hat {k}} ={\begin{bmatrix}0\\0\\1\end{bmatrix}}}
Те образуват набор от взаимно ортогонални единични вектори, които в линейната алгебра често се наричат стандартна основа.
Често се обозначава с нормална векторна нотация (например i или {\displaystyle {\vec {\imath }}}), вместо стандартната нотация за единичен вектор ({\displaystyle \mathbf {\hat {\imath }} }). В повечето случаи може да се счете, че i, j и k (или {\displaystyle {\vec {\imath }},}{\displaystyle {\vec {\jmath }}} и {\displaystyle {\vec {k}}}) са версори в триизмерна Декартова координатна система. Нотациите {\displaystyle (\mathbf {\hat {x}} ,\mathbf {\hat {y}} ,\mathbf {\hat {z}} )}, {\displaystyle (\mathbf {\hat {x}} _{1},\mathbf {\hat {x}} _{2},\mathbf {\hat {x}} _{3})}, {\displaystyle (\mathbf {\hat {e}} _{x},\mathbf {\hat {e}} _{y},\mathbf {\hat {e}} _{z})}, or {\displaystyle (\mathbf {\hat {e}} _{1},\mathbf {\hat {e}} _{2},\mathbf {\hat {e}} _{3})}, със или без циркумфлекс също се използват, особено там, където i, j, k могат да доведат до объркване с друга величина (например с индексни символи, използвани за обозначение на елемент от редица или масив).
Когато се изразява единичен вектор в пространството с Декартова нотация като линейна комбинация от i, j, k, неговите скаларни компоненти могат да се наричат косинуси на посоката. Стойността на всяка компонента е равна на косинус от ъгъла, образуван от единичния вектор със съответния базисен вектор. Това е един от методите, използвани за описване на ориентацията на права линия, част от нея, ориентирана ос или част от нея

### Цилиндрични координати
Трите ортогонални единични вектора, подходящи за цилиндричната симетрия са:
- {\displaystyle \mathbf {\hat {\rho }} } (също обозначаван като {\displaystyle \mathbf {\hat {e}} } или {\displaystyle {\boldsymbol {\hat {s}}}}), представляващ посоката, по която се измерва разстоянието на точката от оста;
- {\displaystyle {\boldsymbol {\hat {\varphi }}}}, представляващ посоката на движение, която се наблюдава, ако точката се върти обратно на часовниковата стрелка около оста на симетрия;
- {\displaystyle \mathbf {\hat {z}} }, представляващ посоката на оста на симетрия;

Те са свързани с Декартовата основа {\displaystyle {\hat {x}}}, {\displaystyle {\hat {y}}}, {\displaystyle {\hat {z}}} чрез:
{\displaystyle \mathbf {\hat {\rho }} } = {\displaystyle \cos \varphi \mathbf {\hat {x}} +\sin \varphi \mathbf {\hat {y}} }
{\displaystyle {\boldsymbol {\hat {\varphi }}}} = {\displaystyle -\sin \varphi \mathbf {\hat {x}} +\cos \varphi \mathbf {\hat {y}} }
{\displaystyle \mathbf {\hat {z}} =\mathbf {\hat {z}} .}
Важно е да се отбележи, че {\displaystyle \mathbf {\hat {\rho }} } и {\displaystyle {\boldsymbol {\hat {\varphi }}}} са функции на {\displaystyle \varphi } и не са постоянни по посока. Когато се диференцира или интегрира в цилиндрични координати, към тези единични вектори също трябва да се приложат операциите. Производните по отношение на {\displaystyle \varphi } са:
{\displaystyle {\frac {\partial \mathbf {\hat {\rho }} }{\partial \varphi }}=-\sin \varphi \mathbf {\hat {x}} +\cos \varphi \mathbf {\hat {y}} ={\boldsymbol {\hat {\varphi }}}}
{\displaystyle {\frac {\partial {\boldsymbol {\hat {\varphi }}}}{\partial \varphi }}=-\cos \varphi \mathbf {\hat {x}} -\sin \varphi \mathbf {\hat {y}} =-\mathbf {\hat {\rho }} }
{\displaystyle {\frac {\partial \mathbf {\hat {z}} }{\partial \varphi }}=\mathbf {0} .}

### Сферични координати
Единичните вектори, подходящи за сферичната симетрия са: {\displaystyle \mathbf {\hat {r}} }, посоката, по която нараства радиалното разстояние от отправната точка; {\displaystyle {\boldsymbol {\hat {\varphi }}}}, посоката, по която ъгълът в равнината x-y нараства обратно на часовниковата стрелка от положителната ос x; {\displaystyle {\boldsymbol {\hat {\theta }}}}, посоката, по която ъгълът от положителната ос z нараства. За да се намали излишъка от обозначения, полярният ъгъл {\displaystyle \theta } обикновено се взема, лежащ между 0 и 180 градуса. Особено важно е да се отбележи контекста на всяка подредена тройка, записана в сферични координати, тъй като ролите на {\displaystyle {\boldsymbol {\hat {\varphi }}}} и {\displaystyle {\boldsymbol {\hat {\theta }}}} често се обръщат. Декартовите отношения са:
{\displaystyle \mathbf {\hat {r}} =\sin \theta \cos \varphi \mathbf {\hat {x}} +\sin \theta \sin \varphi \mathbf {\hat {y}} +\cos \theta \mathbf {\hat {z}} }
{\displaystyle {\boldsymbol {\hat {\theta }}}=\cos \theta \cos \varphi \mathbf {\hat {x}} +\cos \theta \sin \varphi \mathbf {\hat {y}} -\sin \theta \mathbf {\hat {z}} }
{\displaystyle {\boldsymbol {\hat {\varphi }}}=-\sin \varphi \mathbf {\hat {x}} +\cos \varphi \mathbf {\hat {y}} }
Сферичните единични вектори зависят от {\displaystyle \varphi } и {\displaystyle \theta }, следователно имат 5 възможни ненулеви производни. Те са:
{\displaystyle {\frac {\partial \mathbf {\hat {r}} }{\partial \varphi }}=-\sin \theta \sin \varphi \mathbf {\hat {x}} +\sin \theta \cos \varphi \mathbf {\hat {y}} =\sin \theta {\boldsymbol {\hat {\varphi }}}}
{\displaystyle {\frac {\partial \mathbf {\hat {r}} }{\partial \theta }}=\cos \theta \cos \varphi \mathbf {\hat {x}} +\cos \theta \sin \varphi \mathbf {\hat {y}} -\sin \theta \mathbf {\hat {z}} ={\boldsymbol {\hat {\theta }}}}
{\displaystyle {\frac {\partial {\boldsymbol {\hat {\theta }}}}{\partial \varphi }}=-\cos \theta \sin \varphi \mathbf {\hat {x}} +\cos \theta \cos \varphi \mathbf {\hat {y}} =\cos \theta {\boldsymbol {\hat {\varphi }}}}
{\displaystyle {\frac {\partial {\boldsymbol {\hat {\theta }}}}{\partial \theta }}=-\sin \theta \cos \varphi \mathbf {\hat {x}} -\sin \theta \sin \varphi \mathbf {\hat {y}} -\cos \theta \mathbf {\hat {z}} =-\mathbf {\hat {r}} }
{\displaystyle {\frac {\partial {\boldsymbol {\hat {\varphi }}}}{\partial \varphi }}=-\cos \varphi \mathbf {\hat {x}} -\sin \varphi \mathbf {\hat {y}} =-\sin \theta \mathbf {\hat {r}} -\cos \theta {\boldsymbol {\hat {\theta }}}}